# Tunézia az 1964. évi nyári olimpiai játékokon
Tunézia a japán Tokióban megrendezett 1964. évi nyári olimpiai játékok egyik részt vevő nemzete volt. Az országot az olimpián 3 sportágban 9 sportoló képviselte, akik összesen 2 érmet szereztek.

## Érmesek
| Érem  | Versenyző       | Sportág   | Versenyszám    |
| ----- | --------------- | --------- | -------------- |
| Ezüst | Mohamed Gammudi | Atlétika  | Férfi 10 000 m |
| Bronz | Habib Galhia    | Ökölvívás | Kisváltósúly   |

## Atlétika
Férfi
| Versenyző            | Versenyszám     | Előfutam | Előfutam | Előfutam | Döntő            | Döntő            |
| Versenyző            | Versenyszám     | Idő      | Hely.    | Össz.    | Idő              | Helyezés         |
| -------------------- | --------------- | -------- | -------- | -------- | ---------------- | ---------------- |
| Mohamed Gammudi      | 5000 m          | 14:10,2  | 1.       | 20.*     | nem állt rajthoz | nem állt rajthoz |
| Mohamed Gammudi      | 10 000 m        |          |          |          | 28:24,8          |                  |
| Mohamed Hannachi     | 10 000 m        |          |          |          | nem ért célba    | nem ért célba    |
| Mohamed Hannachi     | Maraton         |          |          |          | nem ért célba    | nem ért célba    |
| Hedhili Ben Boubaker | Maraton         |          |          |          | nem ért célba    | nem ért célba    |
| Labidi Ayachi        | 3000 m akadály  | 9:02,0   | 9.       | 23.      | kiesett          | kiesett          |
| Chedli El-Marghni    | 20 km gyaloglás |          |          |          | 1:41:11          | 24.              |
| Chedli El-Marghni    | 50 km gyaloglás |          |          |          | 4:59:13          | 30.              |
| Naceur Ben Messaoud  | 50 km gyaloglás |          |          |          | kizárták         | kizárták         |

* - egy másik versenyzővel azonos időt ért el

## Cselgáncs
| Versenyző    | Versenyszám | Csoportkör                                                        | Csoportkör | Negyeddöntő       | Elődöntő          | Döntő             | Helyezés |
| Versenyző    | Versenyszám | Ellenfél Eredmény                                                 | Hely.      | Ellenfél Eredmény | Ellenfél Eredmény | Ellenfél Eredmény | Helyezés |
| ------------ | ----------- | ----------------------------------------------------------------- | ---------- | ----------------- | ----------------- | ----------------- | -------- |
| Ali Hachicha | Nyílt       | 2. csoport · Theodore Boronovskis (AUS) · V · John Ryan (IRL) · V | 3.         | kiesett           | kiesett           | kiesett           | 8.       |

## Ökölvívás
| Versenyző        | Versenyszám  | Selejtező         | 32-es főtábla              | Nyolcaddöntő                   | Negyeddöntő                 | Elődöntő                     | Döntő             | Helyezés |
| Versenyző        | Versenyszám  | Ellenfél Eredmény | Ellenfél Eredmény          | Ellenfél Eredmény              | Ellenfél Eredmény           | Ellenfél Eredmény            | Ellenfél Eredmény | Helyezés |
| ---------------- | ------------ | ----------------- | -------------------------- | ------------------------------ | --------------------------- | ---------------------------- | ----------------- | -------- |
| Tamar Ben Hassan | Pehelysúly   |                   | Peter Weiss (AUT) · 3-2    | Anthony Villanueva (PHI) · 1-4 | kiesett                     | kiesett                      | kiesett           | 9.       |
| Habib Galhia     | Kisváltósúly | erőnyerő          | Willem Gerlach (NED) · 3-2 | Om Prasad Pun (NEP) · KO       | Félix Betancourt (CUB) · KO | Jevgenyij Frolov (URS) · 0-5 | kiesett           |          |